# NGC 7611
NGC 7611 је спирална галаксија у сазвежђу Рибе која се налази на NGC листи објеката дубоког неба.
Деклинација објекта је + 8° 3' 49" а ректасцензија 23h 19m 36,5s. Привидна величина (магнитуда) објекта NGC 7611 износи 12,6 а фотографска магнитуда 13,5. NGC 7611 је још познат и под ознакама UGC 12509, MCG 1-59-49, CGCG 406-66, PGC 71083.